# Okamuraea
Okamuraea, rod pravih mahovina iz porodice Leucodontaceae, dio reda Hypnales. Postoji pet ili šrest priznatih vrsta raširenih po Aziji (Japan, Kina, Tajvan, Rusija)

## Vrste
1. Okamuraea brachydictyon (Cardot) Nog.
2. Okamuraea brevipes Broth. ex S. Okamura
3. Okamuraea filipendula Dixon ex Laz.
4. Okamuraea hakoniensis (Mitt.) Broth.
5. Okamuraea micrangia (Müll. Hal.) Y.F. Wang & R.L. Hu
6. Okamuraea plicata Cardot